# Лаптєвська сільська рада
Ла́птєвська сільська рада (рос. Лаптевский сельский совет) — сільське поселення у складі Угловського району Алтайського краю Росії.
Адміністративний центр — село Лаптєв Лог.

## Історія
Станом на 2002 рік існували Лаптєвська сільська рада (села Біленьке, Лаптєв Лог) та Наумовська сільська рада (села Борисовка, Наумовка, селище Гірке). Пізніше села Борисовка та Гірке Наумовської сільської ради були передані до складу Лаптєвської сільської ради. 2013 року була ліквідована Наумовська сільська рада (село Наумовка), територія увійшли до складу Лаптєвської сільської ради.

## Населення
Населення — 1264 особи (2019; 1721 в 2010, 2320 у 2002).

## Склад
До складу сільської ради входять:
| Населений пункт  | Населення, осіб (2002) | Населення, осіб (2010) |
| ---------------- | ---------------------- | ---------------------- |
| Біленьке, село   | 365                    | 272                    |
| Борисовка, село  | 412                    | 238                    |
| Гірке, село      | 60                     | 15                     |
| Лаптєв Лог, село | 974                    | 812                    |
| Наумовка, село   | 509                    | 384                    |